# Хайдаров, Бахромжон Насырбаевич
Бахром (Бахромжон Насырбоевич) Хайдаров (1972—2024) — хоким Андижана (2019—2022).
Родился 19 мая 1972 года в Ошской области Киргизской ССР.
Окончил Андижанский институт экономики и управления (1995, заочное отделение) и Банковско-финансовую академию Узбекистана (1998, очное отделение).
С 1994 года работал в системе финансов в администрации Андижанской области, с 1917 года начальник Главного финансового управления.
С 26 августа 2019 года исполняющий обязанности, с 8 октября того же года хоким (мэр) Андижана.
Задержан 6 июня 2022 года и помещён под стражу (до этого, 28 мая, был лишён депутатской неприкосновенности).
Обвинён в хищении бюджетных средств на сумму 48 млрд сумов (более 4,3 млн долларов США) в период работы начальником Главного финансового управления хокимата. По делу проходило ещё более 40 человек.
26 декабря 2022 года был признан виновным и приговорён к 10 годам лишения свободы. Отбывал наказание в Ташкенте.
Умер в тюремной больнице в ночь на 5 марта 2024 года после продолжительной болезни. Основной диагноз: ишемическая болезнь сердца, стенокардия, послеинфарктный кардиосклероз, состояние после операции стентирования коронарных артерий, гипертоническая болезнь, артериальная гипертензия.